# Кемба Нельсон
Кемба Нельсон (23 лютого 2000 , Монтеґо-Бей, Корнволл ) — ямайська легкоатлетка, що спеціалізується на бігу на короткі дистанції.

## Основні міжнародні виступи
| Рік                | Змагання                      | Місце проведення   | Місце              | Дисципліна            | Результат          | Примітки           |
| Представник Ямайка | Представник Ямайка            | Представник Ямайка | Представник Ямайка | Представник Ямайка    | Представник Ямайка | Представник Ямайка |
| ------------------ | ----------------------------- | ------------------ | ------------------ | --------------------- | ------------------ | ------------------ |
| 2018               | Чемпіонат світу серед юніорів | Тампере, Фінляндія | —                  | естафета 4×100 метрів | DSQ                |                    |
| 2022               | Чемпіонат світу               | Юджин, США         | 19 (пф.)           | біг на 100 метрів     | 11.25              |                    |
| 2022               | Чемпіонат світу               | Юджин, США         | 2                  | естафета 4×100 метрів | 41.18              | SB                 |